# Rodica Dunca
Rodica Dunca, née le 16 mai 1965 à Baia Mare, est une gymnaste artistique roumaine.

## Palmarès

### Jeux olympiques
- Moscou 1980
  -  médaille d'argent au concours par équipes

### Championnats du monde
- Fort Worth 1979
  -  médaille d'or au concours par équipes

### Championnats d'Europe
- Madrid 1981
  -  médaille de bronze à la poutre